# Brahea brandegeei
Brahea brandegeei es una especie perteneciente a la familia de las palmeras (Arecaceae).

## Descripción
Es una palmera que alcanza un tamaño de más de 5 m de altura y 35 cm de diámetro. Las hojas son palmeadas, soportando temperaturas mínimas de  -8 °C. Menos robusta que la Brahea armata o la Brahea edulis, sus hojas son verdes con el envés glauco. Peciolos armados.

## Distribución y hábitat
Es originaria de Baja California y Sonora, donde aparece en gargantas y áreas montañosas desérticas.

## Taxonomía
Brahea brandegeei fue descrita por (Purpus) H.E.Moore y publicado en Baileya 19: 168. 1975.
Etimología
Brahea: nombre genérico otorgado en honor del astrónomo danés, Tycho Brahe (1546–1601).
brandegeei: epíteto otorgado en honro del botánico Townshend Stith Brandegee.
Sinonimia
- Erythea brandegeei Purpus
- Erythea brandegeei var. spiralis M.E.Jones
- Glaucothea brandegeei (Purpus) I.M.Johnst.[3][4]